# Wen Yimin
En una onomàstica xinesa Wen es el cognom i Yimin el prenom.
Wen Yimin (xinès simplificat: 文逸民, pinyin: Wén Yìmín; Pequín, 1890 - Hong Kong, 1978) fou un actor i director de cinema xinès. Un dels cineastes la amb una influència decisiva per al desenvolupament del cinema xinès a Shanghai durant els anys 20 i 30, en particular a través dels seus èxits en el camp del cinema estil wuxia.

## Biografia
Wen Yimin, d'origen manxú va néixer a Pequín el de 1890 a finals de la dinastia Qing.
El 1925 va començar la seva carrera cinematogràfica a Shanghai on va entrar, com a actor i després com a director, a l’estudi Youlian (友联影片公司), creat per l'escriptor i director Chen Kengran. Tant com actor com a director, en els seus inicis va ser un important representant del cinema wuxia.
El 1929, Wen va dirigir el que segueix sent un dels grans clàssics del gènere, i l'única pel·lícula wuxia de l'època que ens ha arribat, "Red Heroine" (红侠), on l'actriu Fan Xuepeng, que més tard seria la seva esposa, hi va fer el paper de la protagonista Yun Mei.
L'any 1931 el govern del Guomintang va prohibir el cinema d'arts marcials i partir d'aquell moment Wen ha de canviar d'estil i també d'estudis i productora, situació agreujada per la guerra amb el Japó. El gener de 1932, l'estudi Youlian va ser destruït durant el bombardeig de Shanghai per part de l'armada japonesa, i Wen va entrar a l'estudi Tianyi (天一影片公司), on va dirigir èxits com "Broken Dream in the Dance Hall" (舞宫春梦) i "Mother". El 1936 va rodar diverses pel·lícules amb Fan Xuepeng i el 1939 va canviar a lacompanyia Yihua (艺华影业公司), on va fer una pel·lícula policíaca, "A Secret Lady" (神秘夫人) que tenia molts elements de l'anterior wuxia i que d'alguna forma responia al desig d'entreteniment a la ciutat ocupada.
El 1940, va continuar amb una pel·lícula adaptada d'una òpera tradicional, "Qin Xianglian "(秦香莲). Després, el 1943, va entrar a la Companyia Zhonghua (中华电影公司), però la seva producció va ser escassa, fins al final de la guerra.
El 1947 va deixar la Xina continental i va treballar per a diversos estudis a Hong Kong. Als estudis Yonghua (永华影业公司) va coneix a Zhu Shilin (朱石麟) amb qui va codirigir una sèrie de pel·lícules que es poden classificar com de l'escola realista del cinema de postguerra de Hong Kong.
Wen va dirigir la seva darrera pel·lícula el 1959, però va continuar treballant com a actor a Hong Kong, per a Great China Film Company. També va actuar a "The Soul of China" (1948), de Yung Hwa Motion Picture Industries Ltd, i més tard en moltes de les produccions de The Great Wall Movie Enterprises Ltd, com ara "Sweet Home" (1950), "A Bachelor is Born" (1952) i "Joyce & Deli" (1954). Wen Yimin va fer la seva darrera pel·lícula el 1959: "Wild Rose" (野玫瑰), codirigida amb Zhu Shilin.
El 1965, es va traslladar a Taiwan i va treballar com a actor a Central Film Industry Co., Ltd., interpretant papers en pel·lícules com "Lonely Seventeen", "I'm Not Going Home Today" i "Ti Ying".
Va morir a Hong Kong el 22 de desembre de 1978.

## Filmografia
Wen va tenir una llarga i densa trajectòria cinematogràfica com actor va actuar en148 pel·lícules i com director en va filmar al voltant d'unes cinquanta.

#### Pel·lícules destacades com director
| Any  | Títol anglès                   | Títol xinès |
| ---- | ------------------------------ | ----------- |
| 1927 | Hero and Heroine               | 儿女英雄    |
| 1929 | Red Heroine                    | 红侠        |
| 1933 | As They Awake                  | 覺悟        |
| 1934 | Broken Dream in the Dance Hall | 舞宫春梦    |
| 1935 | The Beauty's Favor             | 美人恩      |
| 1935 | Mother                         | 母亲        |
| 1936 | Monster of the Secret Chamber  | 密室怪人    |